# NGC 427
NGC 427 (другие обозначения — ESO 412-14, MCG −5-4-7, PGC 4333) — спиральная галактика с перемычкой (SBa) в созвездии Скульптор.
Этот объект входит в число перечисленных в оригинальной редакции «Нового общего каталога».